# 淳皇后
淳皇后（1286年—1344年），陳氏，明仁祖朱世珍妻，明太祖朱元璋的母親，父亲陈公。
陳氏事跡不詳，只知她嫁與明仁祖及生四子：朱興隆、朱興盛、朱興祖及明太祖朱元璋。韩林儿龙凤九年（1363年），赠朱五四开府仪同三司、上柱国、录军国重事、中书右丞相、太尉、吴国公，陈氏赠公夫人。洪武元年（1368年），明太祖追上諡號為淳皇后。